# Charles Lawrance
Charles Lanier Lawrance (Lenox, 30 settembre 1882 – East Islip, 24 giugno 1950) è stato un ingegnere e imprenditore statunitense.

## Biografia
Charles Lanier Lawrance nacque a Lenox (Massachusetts) figlio di Francis Cooper Lawrance Jr. (1858-1904) e della sua prima moglie, Sarah Eggleston Lanier (1862-1893).  Il nonno materno di Lawrance fu Charles D. Lanier (1837-1926), amico intimo di Pierpont Morgan. Il bisnonno fu James F. D. Lanier (1800-1881), che fondò la Winslow, Lanier & Co. mentre la sorella di Lawrance, Kitty Lanier Lawrance (1893-1936), fu cresciuta dal nonno, essendo i genitori morti giovani. Nel 1915, Kitty sposò W. Averell Harriman (1891-1986), Governatore di New York. Divorziarono nel 1928. Il nonno paterno Francis Cooper Lawrance (1830-1911) era di Parigi e Pau (Francia). Dopo la morte della madre nel 1893, il padre sposò Susan Ridgeway Willing. La sorella della Willing fu Ava Lowle Willing, che sposò John Jacob Astor IV. Ebbero una figlia, Frances Alice Willing Lawrance, che sposò il principe Andrzej Poniatowski (1899–1977) dei Poniatowski nel 1919. Nel 1885, lo zio paterno, Frances Margaret Lawrance, sposò George Venables-Vernon (1854–1898), il settimo barone Vernon.
Lawrance si laureò alla Yale University nel 1905, membro della Wolf's Head. Poco dopo divenne collaboratore di una azienda di automobili che presto fallì nel 1907. Si recò allora a Parigi, dove studiò architettura alla École des Beaux-Arts, sperimentando anche in aeronautica presso il laboratorio di Gustave Eiffel.
Lawrance ritornò negli Stati Uniti nel 1914 e nel 1917 fondò la Lawrance Aero Engine Company. Progettò il motore radiale aeronautico Lawrance J-1 raffreddato ad aria, predecessore dei motori Wright Whirlwind. I motori di questa serie permisero i voli di Richard Evelyn Byrd, Charles Lindbergh, Amelia Earhart e Clarence Chamberlin. Il volo di Lindbergh fu memorabile ma Lawrance rimase nell'ombra.
Nel maggio 1923, la società di Lawrance fu acquisita dalla Wright Aeronautical. Lawrance divenne vice presidente. Nel 1925, dopo che divenne presidente Frederick B. Rentschler, lasciò la società per la Pratt & Whitney, ove Lawrance rimpiazzò la presidenza.
Nel 1910, sposò Emily Margaret Gordon Dix, figlia del Rev. Morgan Dix (1827–1908), rettore del Trinity Parish. Vissero al 153 di East 63rd Street, inserito nel National Register of Historic Places Barbara Rutherford Hatch House, assieme ai loro tre figli:
- Emily Lawrance (1911-2004),[14] che sposò Joseph S. Frelinghuysen, Jr. (1912-2005),[15] figlio del Senatore Joseph S. Frelinghuysen, Sr.[16]
- Margaret "Mardie" Lawrance (1913-2005),[17] che sposò Drayton Cochran[12][17] e più tardi Winston Frost[14]
- Francis Cooper Lawrance (1916-2004),[18] che si laureò ad Harvard nel 1939[1] e fu sposo di Priscilla Howe[19] fino alla morte di lei nel 1977. Più tardi sposò Anne Dunn[20]

Lawrance morì il 24 giugno 1950.

## Onorificenze
- 1928 - Elliott Cresson Medal